# Компонентне програмування
Компоне́нтне програмува́ння — це узагальнення ООП, орієнтоване на повторне використання програмних компонентів - незалежних від мови програмування самостійно реалізованих програмних об’єктів, які забезпечують виконання  певної сукупності сервісів і представлених як контейнери з доступом до них через інтерфейс. Для інтеграції компонентів в кінцеві програми використовують окрім контейнерів такі типові засоби, як патерни та каркаси. Підтримується мовами ООП та системами RSEB, OOram, CORBA та ін.